# 2021年の北アメリカの熱波

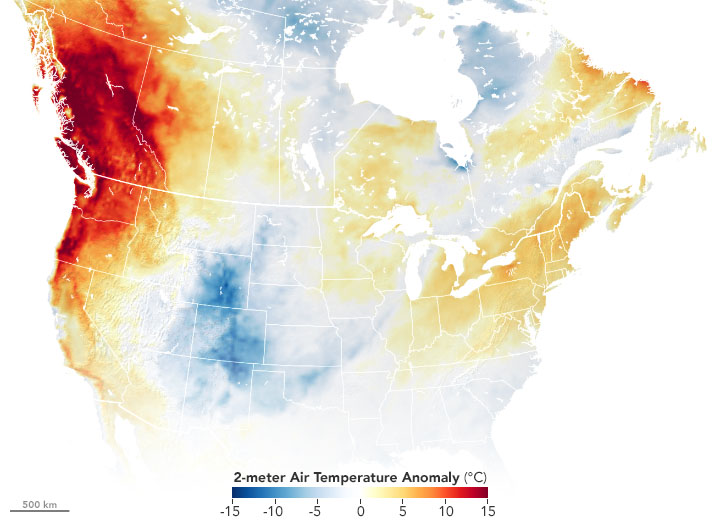
太平洋岸北西部における2021年6月27日の気温の2014年～2020年の同日の平均値からの乖離。

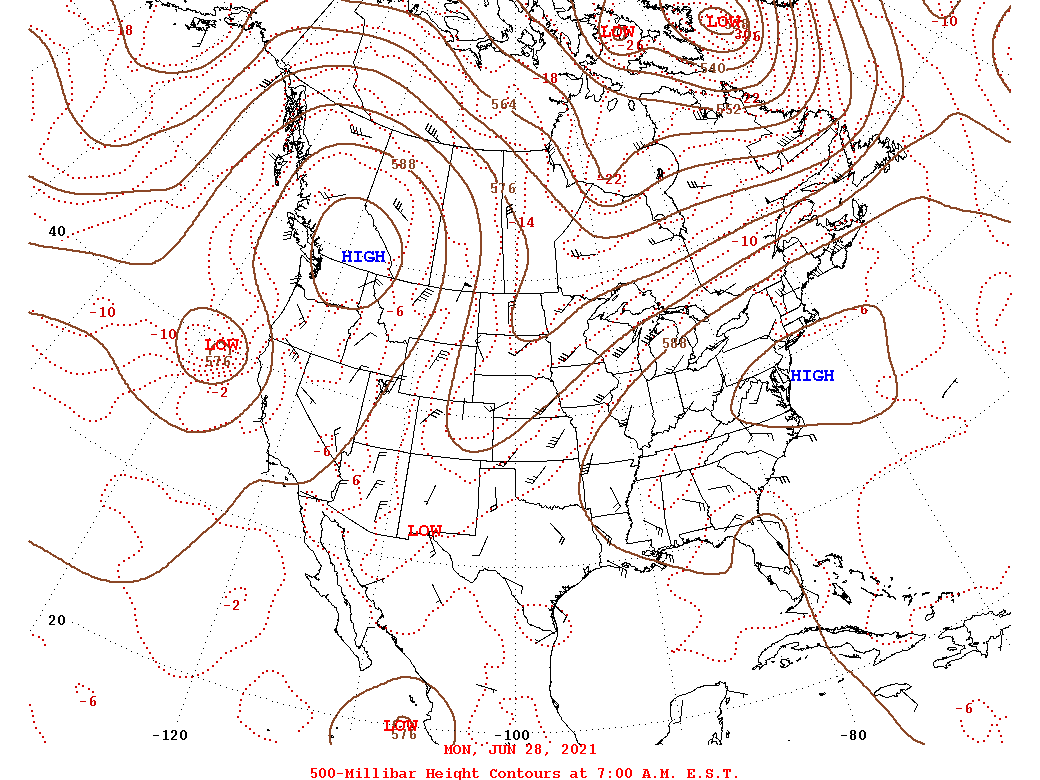
6月28日時点の天気図。画像左側の高気圧によってヒートドームが生じている。

本項では、2021年に太平洋岸北西部とカナダ西部を襲った熱波について解説する。
2021年6月末、カナダ環境省は、ブリティッシュコロンビア州、アルバータ州、ならびサスカチュワン州とノースウエスト準州、ユーコン準州の一部に熱波警報を発令した。また、アメリカ合衆国においてもワシントン州やオレゴン州の多くの地域にて同様の警報が出された。
猛暑の影響で少なくとも数百人が死亡している。ブリティッシュコロンビア州の主任検視官リサ・ラポワントはBBCの取材に対し、換気口のない家で一人暮らしをしている人が亡くなるケースが多かったと話している。熱波が襲った地域の多くは冷涼な気候であることからエアコンのない家庭が多く、電機店でエアコンや扇風機が売り切れる事態が相次いだ。また、一部の地域ではエアコンの効いたクーリングセンターが用意された。新型コロナウイルスのワクチン接種が中止されるケースもあった。
この猛暑は、上空の高気圧が暖かい空気を閉じ込める「ヒートドーム」によって生じている。
2021年7月7日、欧米の大学や気象機関の研究者27人で構成された国際チームは、この熱波が人為的な気候変動が原因であるという報告をまとめた。

## カナダ

### ブリティッシュコロンビア州
ブリティッシュコロンビア州にあるリットン村では49.6℃という記録的な暑さを2021年6月29日に記録し、山火事によって壊滅的な被害を被った。
生態系および動物の行動にも影響がが出ており、同州のコキットラムではクマの親子が民家のプールに涼みに来た。また、2021年7月上旬にはムール貝をはじめとする大量の貝類が死亡しており、この現象を発見したクリストファー・ハーリー（ブリティッシュコロンビア大学動物学部）は、約10億匹の生物が死亡したと推測している。ハーリーは、水面の温度が51.7度になっていたことを指摘しており、この時期の干潮の時刻が日中の最も暑い時間帯と重複するため、浅瀬の生物たちが満潮までに生き延びることができなかったのだろうとみている。

## アメリカ合衆国

### アラスカ州
カナダとの国境に位置するアラスカ州ジュノーでは、2021年6月28日夜と30日夜（いずれも現地時間）に氷震が発生しており、この猛暑と関連があるとみられている。
また、同州アンカレッジは7月4日の気温が31.6℃を記録した。

### カリフォルニア州
カリフォルニア州のタホ湖では、大勢の人々がいるなかで、クマの親子が涼みに来た。
また、デスバレーでは7月11日に54℃の気温を記録した。

### オレゴン州
オレゴン州ポートランドでは、2021年6月25日から気温が上昇しはじめ、6月26日には42.2度、27日には44.4度、そして28日には46.7度と3日連続で最高記録を更新した。
オレゴン州在住のフリーライター・東リカは時事通信に寄せた記事の中で、通常のオレゴン州の気候は、夏でも夜になると気温が下がることに加え、湿度が低いことから、日中でも日陰に入ればそこまで暑くはならないとされている。以上のことから、ポートランドではエアコンがない家庭も多く、この暑さでエアコンや扇風機、さらには氷の品切れが相次いだ。飲食店や市民サービスへの影響も出てきており、ライトレールの一種であるストリートカーのケーブルが溶ける事態も発生してる。また、朝日新聞によると、熱波によって空気が乾燥し、森林火災が広がりやすくなっているという指摘があるとされている。

### ワシントン州
ワシントン州シアトルでは、6月27日に40℃を記録し、最高記録を塗り替えた。